# Un nuovo marito per mamma
Un nuovo marito per mamma (The Perfect Holiday) è un film del 2007 con protagonisti Gabrielle Union, Morris Chestnut e Charlie Murphy ed è prodotto da Queen Latifah. Il film è stato distribuito nelle sale statunitensi a partire dal 12 dicembre 2007 ed è stato successivamente trasmesso su varie reti televisive, tra cui Disney Channel e Family Channel.

## Trama
Benjamin è un cantautore aspirante che cerca di sfondare nel mondo della musica, dando una copia della sua traccia di registrazione di un album di Natale ad un artista rap di nome J-Jizzy.
Nancy è una madre divorziata, che è troppo occupata a prendersi cura dei suoi tre figli per prendersi cura di se stessa. Un giorno sua figlia Emily sente la madre desiderare un complimento da un uomo, e perciò chiede al Babbo Natale di un centro commerciale di voler per Natale quello che desidera sua madre. Il Babbo Natale si rivela essere Benjamin, che nota Nancy. Dopo il suo turno di lavoro, mentre è seduto in uno Starbucks assieme all'amico Jamal, Benjamin nota Nancy andare in una lavanderia. L'uomo prende in prestito la giacca di Jamal, finge di lasciarla in lavanderia, dice a Nancy che è una donna molto attraente e se ne va. Dopo un po' di tempo i due iniziano a uscire assieme e finiscono per innamorarsi, non sapendo però che l'ex marito di Nancy è J-Jizzy.
Le cose si complicano ulteriormente quando il figlio di Nancy, John-John inizia ad ingelosirsi di Benjamin e complotta per rompere la relazione.